# Helictopleurus gibbicollis
Helictopleurus gibbicollis är en skalbaggsart som beskrevs av Leon Fairmaire 1895. Helictopleurus gibbicollis ingår i släktet Helictopleurus och familjen bladhorningar. Inga underarter finns listade i Catalogue of Life.